# Лілльський метрополітен
Метрополітен Лілля (фр. Métro de Lille Métropole) — система ліній метрополітену в місті Лілль, Франція. Відкрився 25 квітня 1983 року в тестовому режимі. Комерційна експлуатація розпочалася 16 травня 1983 року. На станціях використовується система горизонтальний ліфт та шинний хід.

## Історія
Будівництво розпочато в 1978 році. Початкова дільниця мала склад з 13 станцій. На момент відкриття був першім автоматичним метрополітеном в Європі, без машиністів. На відкритті був присутній тодішній президент Франції Франсуа Міттеран. Перша лінія, позначена на мапі жовтим кольором, спочатку мала короткі платформи лише під два вагони. Другу лінію відкрито 3 квітня 1989 року. На мапі позначена червоним кольором, має платформи розраховані на чотири вагони. У 2017 році платформи першої лінії добудовані під чотири вагони.

### Хронологія розвитку системи
- 25 квітня 1983 — відкриття початкової дільниці першої лінії «4 Cantons»—«République».
- 2 травня 1984 — розширення на 5 станцій, дільниця «République»—«CHU - Eurasanté».
- 3 квітня 1989 — відкриття початкової дільниці другої лінії «St. Philibert»—«Gare Lille Flandres»  з 17 станцій.
- 5 травня 1994 — розширення на 1 станцію «Gare Lille Europe».
- 17 березня 1995 — розширення на 4 станцій, дільниця «Gare Lille Europe»—«Fort de Mons».
- 18 серпня 1999 — розширення на 16 станцій, дільниця «Fort de Mons»—«Tourcoing-Centre».
- 27 жовтня 2000 — розширення на 5 станцій, дільниця «Tourcoing-Centre»—«C.H. Dron».

## Лінії
| № Лінії | Дата відкриття | Останнє продовження | Кількість станцій | Кінцеві станції                    | Довжина в км | Кількість підземних станцій |
| ------- | -------------- | ------------------- | ----------------- | ---------------------------------- | ------------ | --------------------------- |
| (1)     | 25 квітня 1983 | 1984                | 18                | «Quatre Cantons»—«CHU - Eurasanté» | 12,6         | 13                          |
| (1)     | 3 квітня 1989  | 2000                | 44                | «St. Philibert»—«C.H. Dron»        | 31,1         | 39                          |

- На двох лініях разом 62 станції, але пересадкові станції рахуються як одна, тому вказується 60 станцій.

## Розвиток
На початок 2018 року метрополітен складається з двох ліній та 60 станцій, 52 з яких розташовані під землею. Друга лінія є найдовшою на цей час автоматичною лінією. Будівництво третьої лінії відкладено на майбутнє.

## Режим роботи
Працює від 5:00 до 0:00. Вартість проїзду залежить від типу квитка. Інтервал в годину пік від 60 до 90 секунд, між піковий до 4 хвилин, пізно ввечері до 8 хвилин. Середня швидкість з урахуванням зупинок 34 км/год, максимальна 60.

## Рухомий склад
На 2021 рік використовують 60 потягів VAL 208

## Галерея

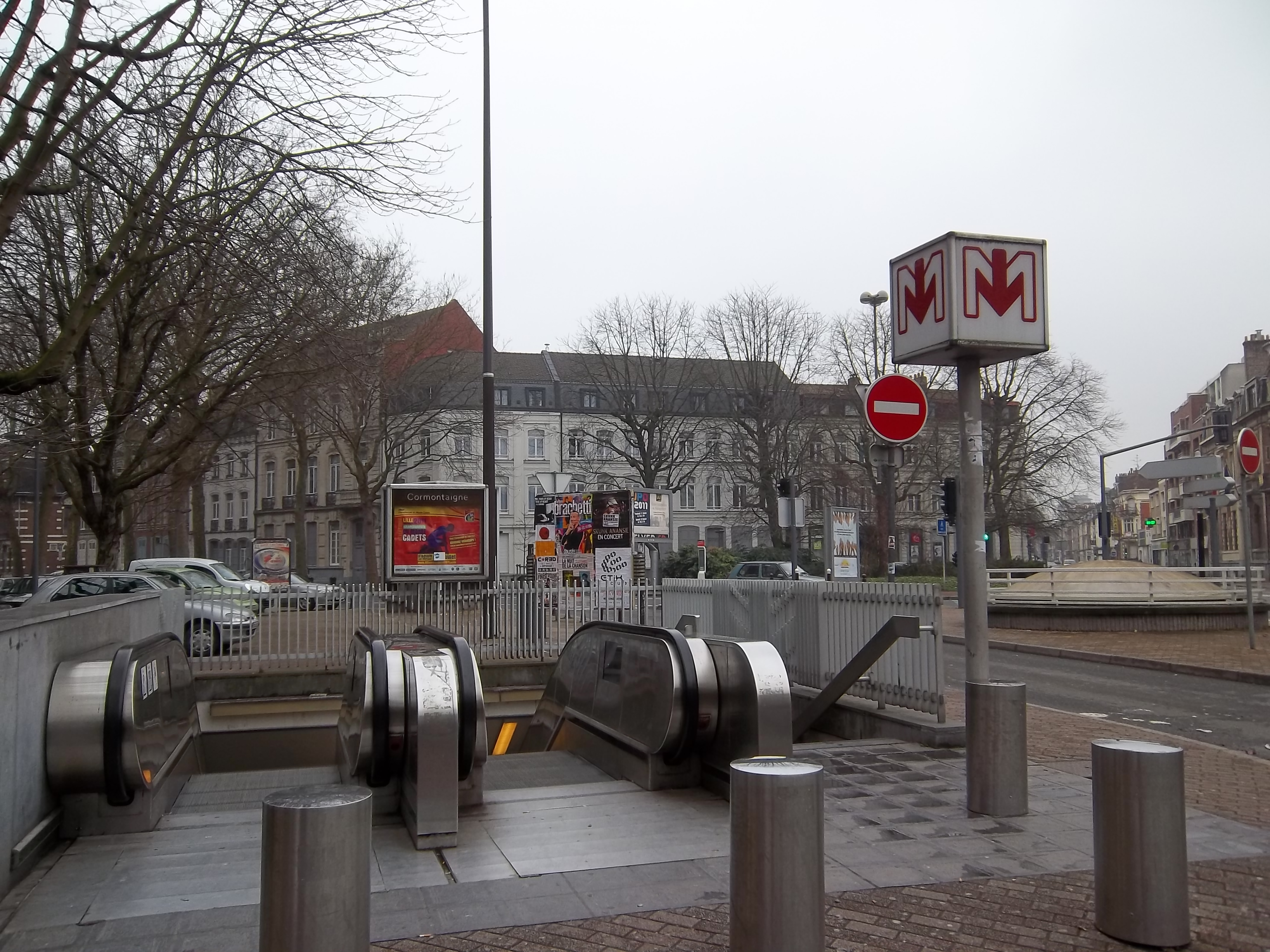
Вихід з підземної станції
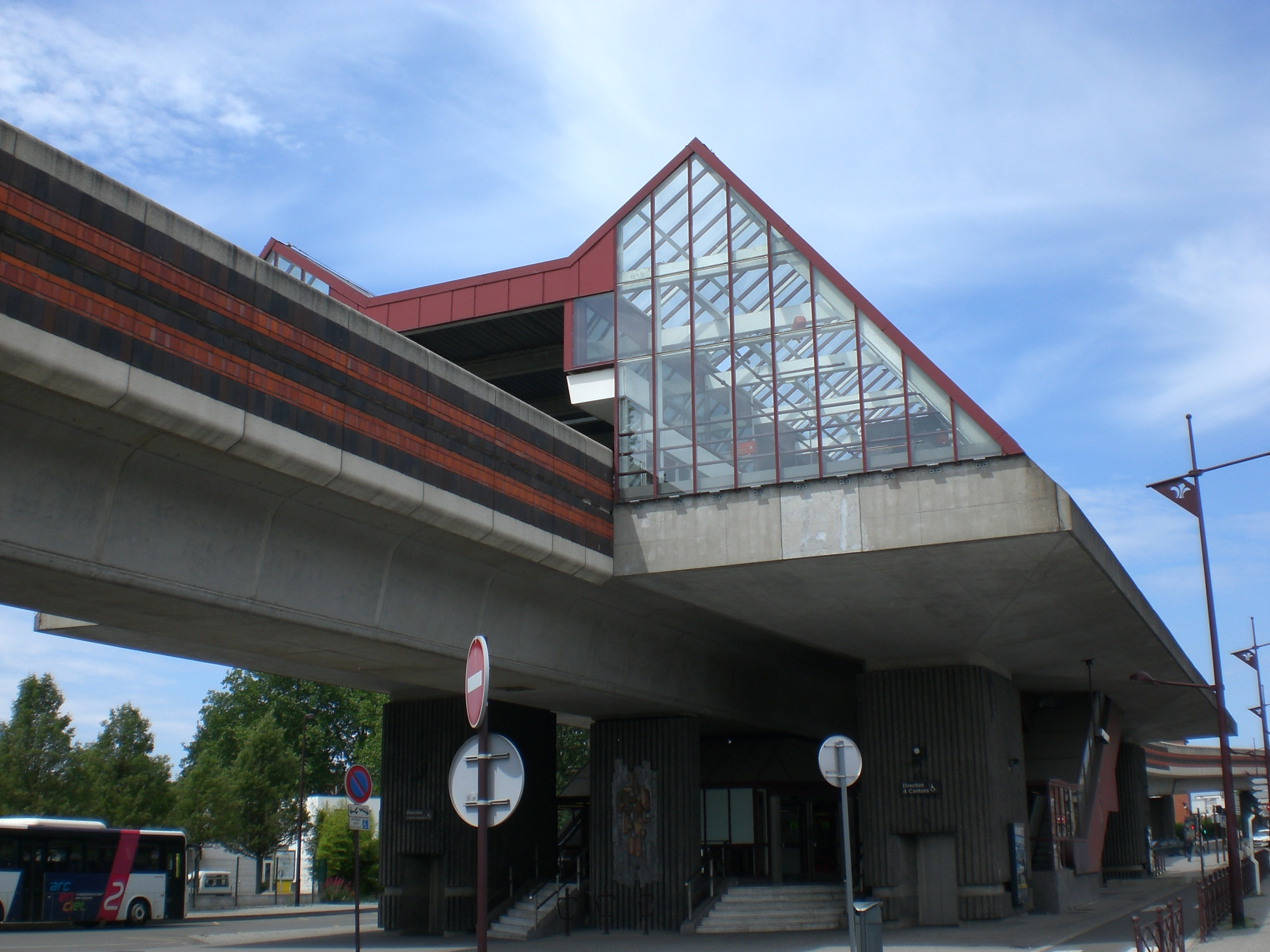
Естакадна станція «Oscar-Lambret»
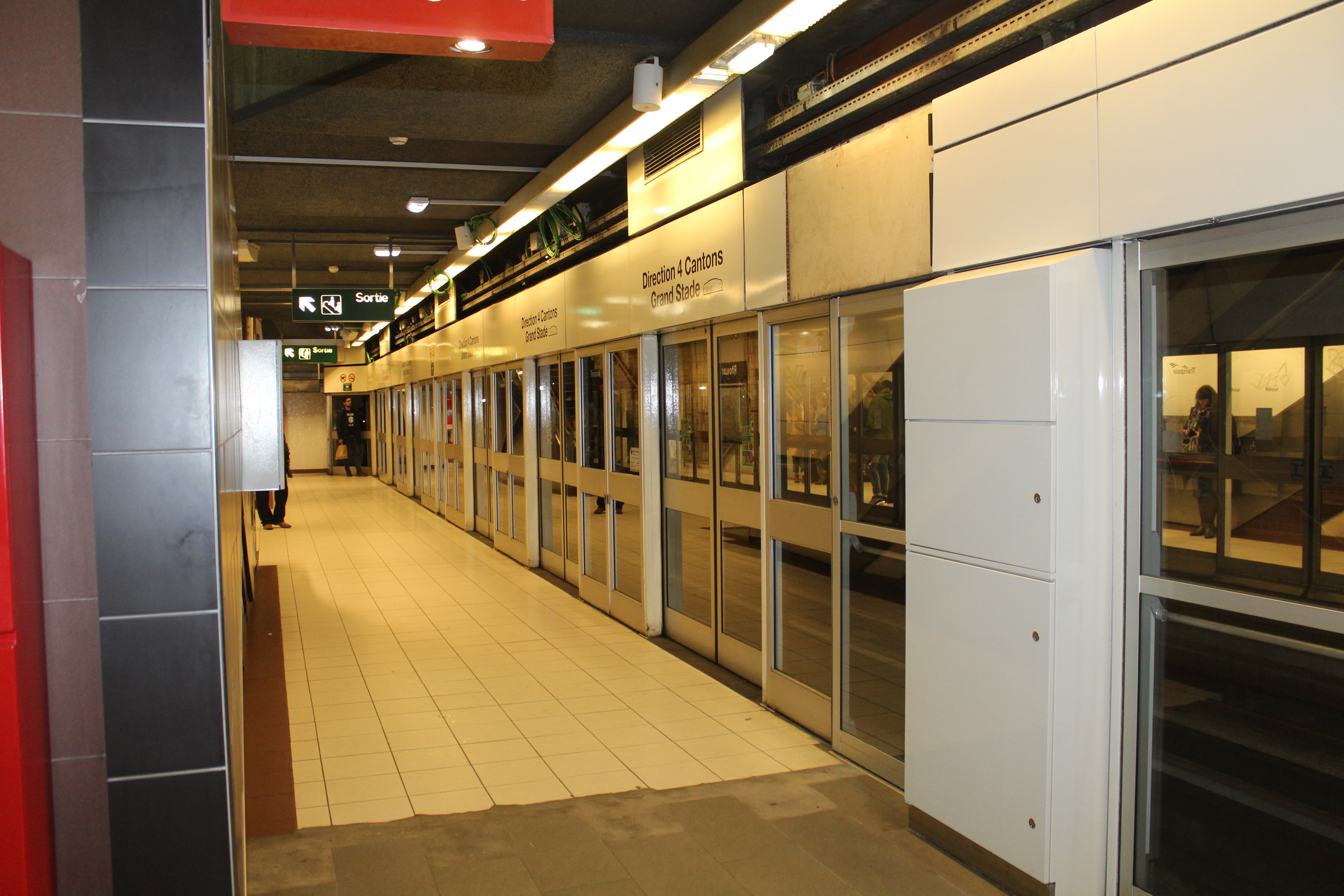
Станція «Rihour»
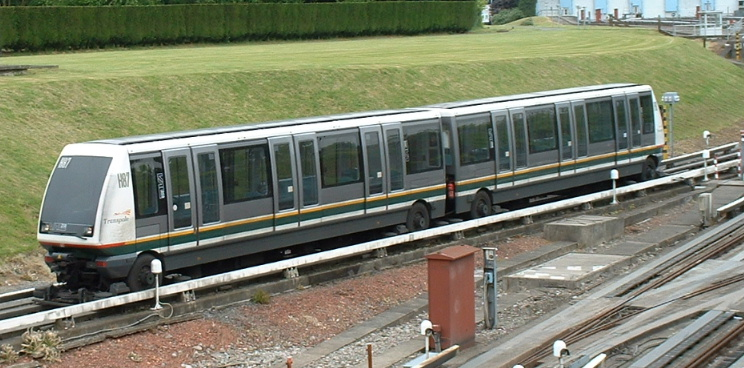
Потяг з шинним ходом VAL 208